# Periparus rufonuchalis
El carbonero nuquirrufo (Periparus rufonuchalis) es una especie de ave paseriforme de la familia Paridae propia de las montañas del sur de Asia. Anteriormente se consideraba conespecífico del cabonero culirrufo (P. rubidiventris), y se clasificaban en el género Parus.

## Distribución y hábitat
Se encuentra en el Himalaya occidental y sus estribaciones de Asia central y oriente medio, distribuiido por el norte de la India, China, Pakistán, Turquestán, Kirguistán y Afganistán.